# Kashif Shuja
Kashif Shuja (* 20. Juli 1979 in Abbottabad) ist ein ehemaliger neuseeländisch-pakistanischer Squashspieler.

## Karriere
Kashif Shuja begann seine Karriere im Jahr 2005, trat aber bereits 1995 der PSA bei. Er gewann elf Titel auf der PSA World Tour. Seine beste Platzierung in der Weltrangliste erreichte er mit Rang 36 im April 2009. Für sein Heimatland Pakistan spielte er bis 2001 auf der Tour, darunter auch bei den Commonwealth Games 1998, ehe er fortan für Neuseeland startete. Kashif Shuja wurde zwischen 2004 und 2009 fünfmal neuseeländischer Landesmeister. Mit der neuseeländischen Nationalmannschaft nahm er 2005, 2007 und 2009 an Weltmeisterschaften teil.
Vor seinem Umzug nach Neuseeland schloss er ein Studium der Informationstechnik in Singapur ab. Von 2001 bis 2004 arbeitete er an der University of Auckland, ehe er seine Profikarriere 2005 begann. 2015 wurde er Nationaltrainer Neuseelands.

## Erfolge
- Gewonnene PSA-Titel: 11
- Neuseeländischer Meister: 5 Titel (2004, 2005, 2007–2009)